# تشارلز كوردوبا
تشارلز كوردوبا (بالإسبانية: Charles Córdoba)‏ (15 سبتمبر 1982 في كولومبيا - ) هو لاعب كرة قدم كولومبي في مركز الهجوم. لعب مع نادي ماراثون ونادي موتاجوا ‏ وHeredia Jaguares de Peten ‏ وC.D. Necaxa ‏ ونادي بيدا وأتلاتيكو خولوما وديبورتيفو بيريرا وباريلاس وان وديبورتيفو بيتابا وC.D. Real Juventud ‏.

## وصلات خارجية
- تشارلز كوردوبا على موقع قاعدة بيانات كرة القدم.إي يو (الإنجليزية)
- تشارلز كوردوبا على موقع Soccerway.com (الإنجليزية)